# Pionosyllis propeweismanni
Pionosyllis propeweismanni is een borstelworm uit de familie Syllidae. Het lichaam van de worm bestaat uit een kop, een cilindrisch, gesegmenteerd lichaam en een staartstukje. De kop bestaat uit een prostomium (gedeelte voor de mondopening) en een peristomium (gedeelte rond de mond) en draagt gepaarde aanhangsels (palpen, antennen en cirri).
Pionosyllis propeweismanni werd in 1983 voor het eerst wetenschappelijk beschreven door Dauvin & Lee.